# Rafael Rullán
Rafael Rullán Ribera, né le 8 janvier 1952 à Palma (Majorque) et mort le 4 mai 2025 à Madrid, est un joueur espagnol de basket-ball.

## Biographie
Rafael Rullán évolue aux postes d'ailier fort et de pivot. Il passe presque toute sa carrière au Real Madrid, avec qui il remporte trois titres de champions d'Europe en 1974, 1978 et 1980, ainsi que la coupe des coupes en 1984. Il gagne au niveau national, 14 titres de champions d'Espagne en 1970, 1971, 1972, 1973, 1974, 1975, 1976, 1977, 1979, 1980, 1982, 1984, 1985 et 1986, ainsi que 9 coupes du Roi.
Rafael Rullán est membre de la sélection espagnole, disputant 161 matchs et gagnant une médaille d'argent lors du championnat d'Europe 1973.